# Phthiria scutellaris
Phthiria scutellaris är en tvåvingeart som beskrevs av Christian Rudolph Wilhelm Wiedemann 1820. Phthiria scutellaris ingår i släktet Phthiria och familjen svävflugor. Inga underarter finns listade i Catalogue of Life.